# 로드니 하비
로드니 하비(Rodney Harvey, 1967년 7월 31일 ~ 1998년 4월 11일)는 미국의 배우, 텔레비전 배우, 모델, 영화배우이다.
필라델피아에서 태어났으며 로스앤젤레스에서 사망하였다. 사인은 과다복용이다. 펜실베이니아주에 매장되었다.

## 영화
- 건크레이지 (1992년)
- 아이다호 (1991년) - 게리 역
- 아웃사이더 (1990년)
- 유혹녀 (1990년)
- 렛츠 겟 로스트 - 쳇 베이커의 초상 (1988년)
- 살사 댄싱 (1988년)
- 5번가의 비명 (1987년)